# قاعدة لايبنتز للتكامل
قاعدة لايبنتز للتكامل هي قاعدة رياضياتية في حساب التفاضل والتكامل  سميت تيمنا بغوتفريد لايبنتز، والتي تقول أن كل تكامل على شاكلة:
{\displaystyle \int _{a(x)}^{b(x)}f(x,t)\,dt,}
حيث أن  {\displaystyle -\infty <a(x),b(x)<\infty } مشتقته  بالشكل التالي:
{\displaystyle {\frac {d}{dx}}\left(\int _{a(x)}^{b(x)}f(x,t)\,dt\right)=f{\big (}x,b(x){\big )}\cdot {\frac {d}{dx}}b(x)-f{\big (}x,a(x){\big )}\cdot {\frac {d}{dx}}a(x)+\int _{a(x)}^{b(x)}{\frac {\partial }{\partial x}}f(x,t)\,dt,}
حيث آن المشتق الجزئي يدل على أن ما داخل التكامل يمكن الأخذ به عندما يكون المتغير f(x, t) x يعتبر في اتخاذ مشتق. لاحظ أنه إذا كان كلا من {\displaystyle a(x)} و {\displaystyle b(x)} ثوابت، بمعنى أنّ {\displaystyle a(x)\equiv a} و {\displaystyle b(x)\equiv b}، فسنحصل على التعبير التّالي:
{\displaystyle {\frac {d}{dx}}\left(\int _{a}^{b}f(x,t)\,dt\right)=\int _{a}^{b}{\frac {\partial }{\partial x}}f(x,t)\,dt.}

## حالة الأبعاد الثلاثة التي تعتمد على الزمن

الشكل 1: حقل متجه F(r, t) محددة في جميع أنحاء الفضاء, سطح Σ يحدها منحنى ∂Σ تتحرك مع سرعة v على حقل دمج.

ان قاعدة لايبنتز للأبعاد الثنائية هي:
{\displaystyle {\frac {d}{dt}}\iint _{\Sigma (t)}\mathbf {F} (\mathbf {r} ,t)\cdot d\mathbf {A} =\iint _{\Sigma (t)}\left(\mathbf {F} _{t}(\mathbf {r} ,t)+\left[\nabla \cdot \mathbf {F} (\mathbf {r} ,t)\right]\mathbf {v} \right)\cdot d\mathbf {A} -\oint _{\partial \Sigma (t)}\left[\mathbf {v} \times \mathbf {F} (\mathbf {r} ,t)\right]\cdot d\mathbf {s} ,}
حيث أن:
F(r, t) هو حقل متجه في موقف المكاني r في الوقت t,
Σ هو سطح متنقل في مساحة ثلاثية يحدها منحنى مغلق ∂Σ ،
dA هو متجه عنصر من سطح Σ،
ds هو متجه عنصر من منحنى ∂Σ،
v هي سرعة الحركة من المنطقة Σ،
∇⋅ هو متجه الاختلاف،
× هو متجه عبر المنتج،
إن ضعف التكامل هي التكاملات السطحية على سطح Σ و خط متكامل على إحاطة منحنى ∂Σ.

## الأبعاد العليا
يمكن تمديد قانون ليبنيز ليشمل تكاملات في أبعاد متعددة. تسمى في حالة البعدين والثلاثة بمجال ديناميات السوائل كما في نظرية رينولدز للنقل:
{\displaystyle {\frac {d}{dt}}\int _{D(t)}F({\vec {\textbf {x}}},t)\,dV=\int _{D(t)}{\frac {\partial }{\partial t}}F({\vec {\textbf {x}}},t)\,dV+\int _{\partial D(t)}F({\vec {\textbf {x}}},t){\vec {\textbf {v}}}_{b}\cdot d\mathbf {\Sigma } ,}

## مزيد من القراءة
- Frederick S. Woods (1934). Advanced Calculus (ط. New). Ginn and Company. ASIN:B0006AMNBI.
- Frederick S. Woods (1926). Advanced Calculus (ط. 1st). Ginn and Company. ASIN:B00085L67S.
- David V. Widder (يوليو 1990). Advanced Calculus (ط. New). Dover Publications Inc. ISBN:978-0-486-66103-2.